# 小行星5533
小行星5533（5533 Bagrov）是一颗绕太阳运转的小行星，为主小行星带小行星。该小行星于1935年9月21日发现。

## 轨道参数
小行星5533的轨道半长轴为2.2401069 UA，离心率为0.188。